# فورد ماستنگ اس‌وی‌او
فورد موستانگ اس‌وی‌او (Ford Mustang SVO) خودرویی است که در سال‌های ۱۹۸۴ تا ۱۹۸۶تولید شده‌است.
طراحی آن خودروهای موتور جلو-محور عقب بوده است. سیستم جعبه‌دندهٔ آن ۵ دنده به صورت دستی است.